# جنرال إلكتريك للأوتوميشن والكنترول
جنرال إلكتريك للأوتوميشن والكنترول هي اتحاد شركتي جنرال إلكتريك للأنظمة الذكية ومجموعة ألستوم للأوتوميشين.
تهتم الشركة بانتاج منتجات الطاقة والتبريد، أنظمة التحكم الموزعة، أنظمة المراقبة والتشخيص عن بعد، خدمات الدعم الفني بما في ذلك تصميم الأنظمة المعدة مسبقا وتشغيلها. تقوم أيضا بتوفير مصنعي المعدات الأصلية، الطاقة، النفط، الغاز، التصنيع، المعدات العسكرية والفضائية، التعدين والمعادن، الاتصالات السلكية واللاسلكية وصناعات المياة، تنقيتها وتحليتها.

## التاريخ
في عام 1986، تم تأسيس شركة جنرال إلكتريك فانوك للأوتوميشن بعد اتحاد مشترك بين شركتي فانوك وجنرال إلكتريك في الولايات المتحدة. للشركة ثلاث فروع رئيسية في ثلاث قارات وهم:
- جنرال إلكتريك فانوك اوتوميشن في أمريكا الشمالية.
- جنرال إلكتريك فانوك اوتوميشن الأوربية في لوكسمبورغ.
- جنرال إلكتريك فانوك اوتوميشن الأسيوية في اليابان ( تأسست الشركة الآسيوية في عام 1987).

في عام 2007، تم تغير اسم شركة جنرال إلكتريك فانوك للحلول الصناعية الأوروبية إلى جنرال إلكتريك فانوك للأنظمة الذكية بينما غيرت جنرال إلكتريك فانوك للأوتوميشن والتحكم الرقمي إلى فانوك جنرال إلكتريك للتحكم الرقمي الأوروبية.
في عام 2009، تم فض التعاون المشترك بين الشركتين وحصلت جنرال إلكتريك على البرامج والضوابط والأعمال المدمجة تحت اسم جديد جنرال إلكتريك للأنظمة الذكية.
في عام 2015، استحوذت جنرال إلكتريك على مجموعة ألستوم للأوتوميشين والكنترول وغيرت إسمها إلى جنرال إلكتريك للأوتوميشن والكنترول. في عام 2018، تم إعلان إن إيمرسون الكتريك ستستحوذ على المنصات الذكية مع سريان الصفقة في النصف الأول من العام التالي في خطة طموحة منها لإعادة هيكلة مجموعة جنرال إلكتريك.

## الاستحواذ
- في عام 1996: استحوذت جنرال إلكتريك فانوك على 70% من مجموعة إيه إف إي للتكنولوجيا.
- في عام 1998: اكتمال الاستحواذ على مجموعة إيه إف إي للتكنولوجيا.
- في عام 1998: استحوذت على شركة توتال كنترول.
- في عام 2000: استحوذت على شركة داتا فيو.
- في عام 2001: استحوذت على VMIC
- في عام 2002: استحوذت على Intellution، Inc.
- في عام 2003: استحوذت على RAMiX
- في عام 2003: استحوذت على شركة ماونتن للأنظمة.
- في عام 2006:
  - استحوذت علي أصول مجموعة كوندور الهندسية.
  - استحوذت على مجموعة إس بي إس للتكنولوجيا.
  - استحوذت على شركة رادستون بي إل سي.
- في عام 2008: استحوذت على أصول تقنية العمليات من مجموعة MTL Instruments
- في عام2011:
  - استحوذت على مجموعة سمارت سيجنال.
  - استحوذت على مجموعة سي سينس.
- في عام 2015:
  - استحوذت على مجموعة ألستوم باور للأوتوميشن والكنترول.
  - باعت قسم الأنظمة المدمجة إلى فيرشال كابيتال، تعرف الآن باسم أباكو للأنظمة.[3]

## وصلات خارجية
- الموقع الرسمي

لم يتم العثور على روابط لمواقع التواصل الاجتماعي.